# Fedora Project
Il Fedora Project è un progetto indipendente  nato per il coordinamento e lo sviluppo di Fedora Linux, una distribuzione Linux che si pone l'obiettivo di creare "una piattaforma innovativa per hardware, cloud e container che consenta agli sviluppatori e ai membri della comunità di creare soluzioni su misura per i propri utenti".
Il progetto supervisiona anche l'Extra Packages for Enterprise Linux, un gruppo di interesse speciale che gestisce l'omonimo repository. Il progetto è stato fondato nel 2003 a seguito della fusione dei progetti Red Hat Linux (RHL) e Fedora Linux. È sponsorizzato principalmente da Red Hat, anche se i suoi dipendenti rappresentano solo il 35% dei collaboratori del progetto e la maggior parte degli oltre 2.000 collaboratori sono membri della comunità e non affiliati.

## Storia
Il Fedora Project è nato a novembre 2003  quando Red Hat decise di separare Red Hat Linux in due versioni: Red Hat Enterprise Linux (RHEL) e Fedora Linux, un sistema operativo basato sulla comunità. Nello stesso periodo venne creata anche Red Hat Professional Workstation. Il nome, analogamente al simbolo di Red Hat, si riferisce al cappello  borsalino, chiamato nei paesi anglosassoni fedora.

### Il sistema operativo Fedora
Fedora Linux, allora conosciuta come "Fedora Core", era un fork di RHL lanciato nel 2003. Nata con lo scopo di creare un ambiente dove sperimentare nuove tecnologie e destinata all'uso domestico. Poco dopo, Red Hat, ha deciso di interrompere lo sviluppo di RHL (Red Hat Linux) in favore di Red Hat Enterprise Linux (RHEL).   Da allora Fedora è considerata l'upstream di RHEL. Ciò significa che molte delle nuove funzionalità e tecnologie vengono prima sviluppate e testate in Fedora per poi essere integrate in RHEL. In questo senso, Fedora è un po' come un "laboratorio" per RHEL.
L'uscita di Fedora 21, nel dicembre 2014, metteva a disposizione tre edizioni: workstation, destinata agli utenti desktop, server, progettata per essere utilizzata come sistema operativo per server e cloud, ottimizzata per ambienti cloud, con strumenti e configurazioni predefinite per facilitare il deployment di applicazioni e servizi nel cloud. Con l'uscita della versione 37 di Fedora a novembre 2022 sono state aggiunte due nuove edizioni: CoreOS, sistema operativo ottimizzato per i container e IoT per l'Internet of Things (IoT). Fedora Linux prevede il rilascio di una nuova versione con cadenza semestrale.

### Intrusione nella sicurezza
Nell'agosto 2008, diversi server Fedora sono stati compromessi. Gli hacker sono riusciti ad accedere a un server Fedora utilizzato per la firma dei pacchetti. Fedora Project ha dichiarato che, fortunatamente, gli hacker non sono riusciti a ottenere la passphrase utilizzata per proteggere la chiave di firma dei pacchetti Fedora.
Gli amministratori del progetto hanno eseguito scrupolosi controlli sul software e non hanno trovato nulla che suggerisse l'introduzione di un Trojan horse. A scopo precauzionale si decise di creare nuove chiavi di firma. Fedora ha pubblicato i dettagli completi dell'attacco il 30 marzo 2009.

## Governo
Il progetto Fedora non è un'entità legale o un'organizzazione separata da Red Hat che mantiene la responsabilità delle sue azioni. Il Fedora Council è l'organismo di governo di massimo livello della comunità. È composto da una combinazione di rappresentanti eletti dalla comunità Fedora e membri nominati da Red Hat. La precedente struttura di governance, nota come Fedora Board era composta da cinque membri nominati da Red Hat e cinque membri eletti dalla comunità. Il leader del progetto Fedora aveva potere di veto su qualsiasi decisione del consiglio. Nel modello attuale, invece, tutti i membri votanti possono bloccare le questioni, con una ragione valida. Red Hat annunciò anche l'intenzione di creare una Fedora Foundation separata per governare il progetto, ma dopo aver preso in considerazione diversi aspetti preferì adottare l'attuale modello di governance.